# Діаспора Південного Судану
Південно-суданська діаспора складається з громадян Південного Судану, які проживають за кордоном..
Кількість населення Південного Судану за межами країни різко зросла з початком боротьби за незалежність від Північного Судану. Близько півмільйона південних суданців виїхали з країни як біженці, як постійна чи тимчасова робоча сила, що призвело до появи діаспори південно-суданського населення.
Найбільші громади південно-суданської діаспори розташовані в Північній Америці, Західній Європі та Океанії в Сполучених Штатах, Канаді, Великій Британії, Австралії, малі громади існують у Франції, Італії, Німеччині, Швеції та Новій Зеландії.

## Голосування діаспори
Південносуданцям, що живуть в Дарфурі, було надано можливість голосувати на референдумі на спеціальних виборчих дільницях, оскільки деякі племена виступали за єдність, а інші підтримували розподіл з можливими загрозливими наслідками для самого Дарфуру. Виборчі дільниці також були створені у восьми країнах з великою кількістю населення Південного Судану, а саме Австралії, Канаді, Єгипті, Ефіопії, Кенії, Уганді, Сполученому Королівстві та Сполучених Штатах.
У Сполучених Штатах, де проживає приблизно 25 000-50 000 південносуданських громадян, виборчі округи були відкриті у восьми штатах: Вірджинія, Массачусетс, Іллінойс, Техас, Теннессі, Небраска, Аризона та Вашингтон. Подібні кабінки для голосування були встановлені в канадських містах Калгарі та Торонто, щоб задовольнити приблизно від 40 000 до 50 000 південносуданців, що проживають у Канаді; близько 2200 з яких зареєструвалися для голосування в одному з двох міст.
Голоси Південно-Суданської діаспори розділилися на підтримку або проти поділу країни: члени деяких племен виступали за єдність, а члени інших племен підтримали розподіл. Деякі канадські південні суданці закликали до бойкоту референдуму, звинувачуючи Міжнародну організацію з міграції, на яку було покладено завдання провести голосування в цій країні, в тому, що на її роботу «впливав уряд в Хартумі».
Проживаючий в Калгарі журналіст Мадінг Нгор з редакції The New Sudan Vision відкинув ці претензії як «теорію змови», додавши: «Це дуже фрагментована спільнота за племінним критерієм». З понад 99 % тих, хто проживає на півдні, проголосували за незалежність, в той час, як 42 % тих, хто жив на півночі, проголосували за єдність.

## Розподіл по країнах (станом на 2012 рік)
| Країна          | Кількість громадян Південного Судану                           |
| --------------- | -------------------------------------------------------------- |
| Данія           | 4200 Станом на 2012                                            |
| Нідерланди      | приблизно 4000 Станом на 2016                                  |
| Швеція          | 4,000 Станом на 2012                                           |
| Велика Британія | 30,000 Станом на 2012                                          |
| США             | 30,000 Станом на 2012                                          |
| Канада          | 17,000 Станом на 2012                                          |
| Нова Зеландія   | 3,000 Станом на 2012                                           |
| Ізраїль         | 7,500 Станом на 2012                                           |
| Італія          | 10,000 Станом на 2012                                          |
| Ірландія        | 3,000 Станом на 2012                                           |
| Франція         | 30,000 Станом на 2012                                          |
| Австралія       | 15,000 Станом на 2012                                          |
| РАЗОМ           | 400,000 — 600,000 ( Південний Судан: 7,000,000 Станом на 2012) |